# Scott Baird
Scott Baird (* 7. Mai 1951 in Bemidji, Minnesota) ist ein US-amerikanischer Curler.
Bei der Weltmeisterschaft 1993 in Genf gewann Baird die Bronzemedaille.
Der sechste Platz an der WM 2005 berechtigte sein Team zur Teilnahme am Turnier bei den Olympischen Winterspielen 2006; dort gewann er die Bronzemedaille.